# Johann Matthias Gesner
Johann Matthias Gesner, född 9 april 1691, död 3 augusti 1761, var en tysk filolog.
Gesner blev rektor vid Thomasskolan i Leipzig 1730, professor i Göttingen 1734, och ivrade varmt för höjandet av den klassiska bildningen i skolorna i Tyskland och utgav i detta syfte ett stort antal upplagor av klassiska författare och lexika.